# Marthe Robert (nageuse)
Pour la critique littéraire française, voir Marthe Robert.
Pour les articles homonymes, voir Robert.
Marthe Robert, née en 1888 et décédée le 21 avril 1973, est une pionnière de la natation féminine au début du xxe siècle. 
Elle est la première femme à faire la traversée du lac de Neuchâtel en 1904.

## Biographie
Marthe Robert naît en 1888. Elle a une sœur aînée, qui s'appelle Cécile (1884-1976). Leur père, Henri Robert, enseigne la natation sur les bords du lac de Neuchâtel en tant que « garde aux bains des dames de l’Evole ». Leur mère a des convictions avant-gardistes pour l'époque, et milite en faveur du socialisme et du féminisme dès 1870.
À l'adolescence, Marthe et Cécile Robert sont toutes les deux ouvrières horlogères.
En 1920, elle part en Amérique du Nord afin d'exercer le métier de masseuse médicale à New York, en Virginie et en Floride. En 1951, elle revient en Suisse près du lac de Neuchâtel qu'elle considère comme « son grand ami ». Elle se baigne tous les jours pendant encore vingt ans jusqu'à sa mort en 1973.
Marthe Robert reste célibataire. Elle vit avec sa cousine jusqu'à la fin de sa vie.
Elle fait partie des femmes engagées dans la lutte pour le droit de vote des femmes en Suisse en 1971.
Elle meurt le 21 avril 1973.

## Championne de natation
Marthe Robert s’entraîne avec sa sœur aînée dans le lac, tous les jours de l’année, y compris l'hiver, depuis qu'elles ont 5 ans. Les conditions sont difficiles, et afin de prévenir les désagréments du froid (les traversées se font dans une eau à 10°C), elles débutent systématiquement leur entraînement par un sprint de 100 mètres.
Marthe Robert délaisse très tôt les tenues de bain réservées aux femmes, qu'elle juge ridicules — « des costumes à pois et à collerettes particulièrement encombrants » — pour les maillots à la manière des hommes.
En 1904, à l'âge de 16 ans, Marthe Robert traverse pour la première fois le lac de Neuchâtel (7,6 km) à la brasse en 3 h 40, sous la surveillance de son père et d'un ami en barque. Elle déclare au journal L'Express en 1960 s'être lancée sans préparation : « Je voulais voir si c’était possible. Ce n’était pas pour faire parler de moi. ». En 1961, le journal La Semaine de la Femme publie un article sur elle avec comme titre « la première traversée du Lac de Neuchâtel par une jeune fille ». « Partie à 7h50 des Bains de l’Évole, à Neuchâtel, elle prit pied à 11h40 à Portalban, sur l’autre rive » peut-on y lire. 

Cet exploit la lance dans une rapide carrière de compétitions avec sa sœur Cécile Robert. « C’était la réussite de la traversée du lac de Neuchâtel à la nage qui m’avait donné l’idée de m’engager dans ces compétitions où je n’ai pas mal réussi. J’étais une excellente nageuse de fond, bien meilleure qu’en vitesse » dit-elle. En 1905, lors de la même épreuve, elles parviennent à traverser ensemble le lac de Neuchâtel en deux heures et cinquante minutes, malgré une tempête. Marthe Robert se classe devant l'artiste peintre Philipp Ritter tandis que 14 hommes abandonnent. 

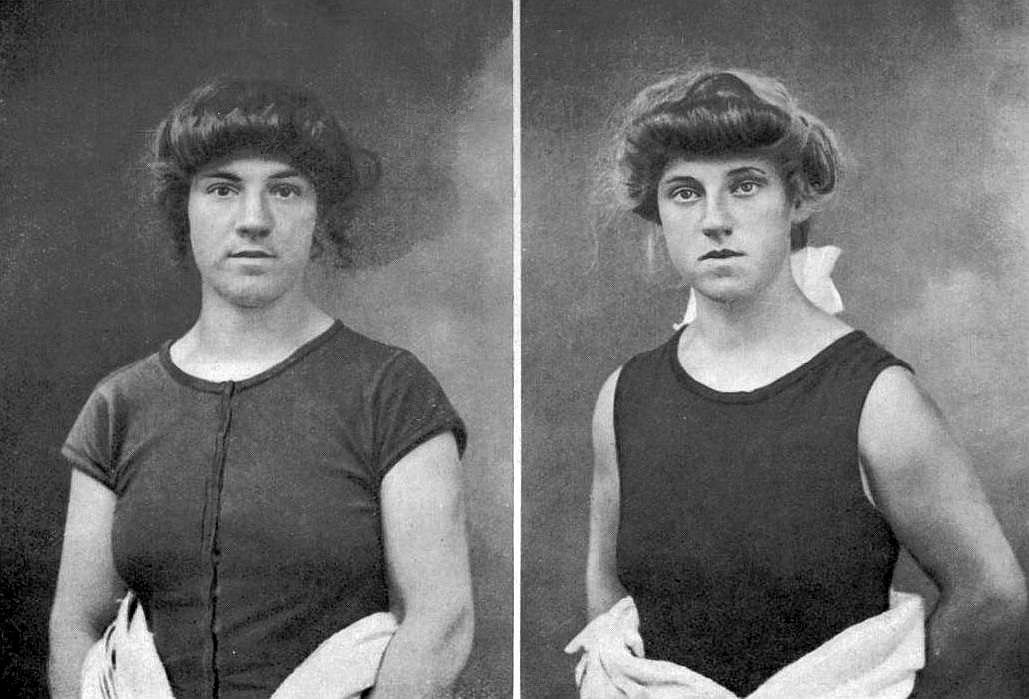
Les sœurs suisses Marthe (G.) et Cécile (D.) Robert.

En 1906, Marthe Robert prend part à la traversée de Paris, et elle parvient à se hisser à la dixième place, toutes catégories confondues en 3 h 20 min 1 s. Son implication dans ces compétitions fait d'elle l'une des pionnières de cette discipline en France. En 1907, Marthe Robert fait parler d'elle en gagnant une épreuve de natation de 200m à Neuchâtel. Un journal titre « Victoire du sexe faible ».  
La suite de ses exploits sportifs fait sensation : en plus de sa deuxième place au classement général, qu'elle partage avec les hommes, et de sa première place parmi les femmes lors de la traversée du lac Léman avec sa sœur Cécile Robert, elle s'engage dans quatre éditions de la célèbre Traversée de Paris à la nage, une course amateur de 12 kilomètres.
Lors de ces événements, elle a l'occasion de rencontrer Annette Kellermann, qui participe officiellement à cette course organisée par le journal L'Auto.